# Arrêt Société Eden
L'arrêt Société Eden, prononcé le 21 décembre 2018 par le Conseil d'État français, est un grand arrêt de la jurisprudence administrative portant sur l'office du juge administratif lorsqu'il examine un recours pour excès de pouvoir.

## Faits et procédure
La société Eden a demandé au préfet du Var de renouveler l'agrément d'un établissement de formation à la conduite des navires de plaisance à moteur dont elle est titulaire à Hyères. Le préfet ayant refusé le 10 avril 2013 de renouveler l'agrément, la société a saisi le tribunal administratif de Toulon d'un recours pour excès de pouvoir contre cette décision afin de voir annuler la décision préfectorale et d'obtenir l'agrément.
Par jugement du 9 juillet 2015, le tribunal administratif de Toulon a annulé la décision préfectorale (décision insuffisamment motivée) et a enjoint au préfet de réexaminer la demande d'agrément (sans ordonner la délivrance de l'agrément).
La société Eden a interjeté appel de la décision en ce qu'elle concerne le refus du tribunal administratif d'ordonner la délivrance de l'agrément.
La cour administrative d'appel de Marseille ayant rejeté son recours par arrêt du 9 février 2017, la société s'est pourvue en cassation devant le Conseil d'État.

## L'arrêt
Dans son arrêt, le Conseil d'État, statuant dans sa formation solennelle de la section du contentieux, affirme notamment que lorsque le juge administratif « annule une décision administrative alors que plusieurs moyens sont de nature à justifier l'annulation, il lui revient, en principe, de choisir de fonder l'annulation sur le moyen qui lui paraît le mieux à même de régler le litige, au vu de l'ensemble des circonstances de l'affaire » (paragraphe n°8).
Le Conseil d'État consacre ainsi le « principe de l'économie des moyens » : le juge administratif n'est pas tenu d'examiner tous les moyens invoqués et peut se contenter de retenir le moyen le plus pertinent.
Dans son arrêt, le Conseil d'État distingue deux cas :
- la combinaison de conclusions d'annulation et de conclusions d'injonction ;
- la hiérarchisation de conclusions principales et de conclusions subsidiaires.